# هاميش كينغستون
هاميش كينغستون (بالإنجليزية: Hamish Kingston)‏ (17 ديسمبر 1990 - ) هو لاعب كريكت أسترالي. لعب مع فريق تسمانيا للكريكت وAdelaide Strikers ‏ وHobart Hurricanes ‏.

## وصلات خارجية
- هاميش كينغستون على موقع إي آس بي آن كريك إنفو (الإنجليزية)